# Abdulaziz Al-Anberi
Abdulaziz Al-Anberi, gyakran Abdul-Aziz Al-Anbari (Kaifan, 1954. január 3. –) korábbi kuvaiti labdarúgó.